# Comuna Tadiivka, Volodarka
Tadiivka (în ucraineană Тадіївка) este o comună în raionul Volodarka, regiunea Kiev, Ucraina, formată din satele Haiok, Tadiivka (reședința) și Tarasivka.

## Demografie
Componența lingvistică a comunei Tadiivka
     Ucraineană (97,06%)
     Rusă (2,24%)
     Alte limbi (0,28%)
Conform recensământului din 2001, majoritatea populației comunei Tadiivka era vorbitoare de ucraineană (97,06%), existând în minoritate și vorbitori de rusă (2,24%).